# Empoli Football Club 2002-2003
Questa voce raccoglie le informazioni riguardanti l'Empoli Football Club nelle competizioni ufficiali della stagione 2002-2003.

## Stagione
All'inizio del campionato 2002-2003 il neopromosso Empoli, del confermato Silvio Baldini vince per quattro volte di fila in trasferta, a Como, a Perugia, a Piacenza e a Brescia, a metà novembre ottiene invece la prima vittoria casalinga (4-2) alla Reggina. Nonostante una flessione invernale, in primavera i toscani incamerano altri buoni risultati: la vittoria (0-1) a San Siro sul Milan e il pareggio con il Torino, già condannato alla B, valgono la permanenza in A anche per la stagione 2003-04. Nella Coppa Italia i toscani vincono il quarto gruppo di qualificazione, eliminando Livorno, Pistoiese e Cagliari, poi nel secondo turno superano nel doppio confronto il Torino. Mentre a dicembre negli ottavi di finale perdono il doppio confronto con la Lazio.

## Divise e sponsor
Lo sponsor tecnico per la stagione 2002-2003 è Erreà, mentre lo sponsor ufficiale è Sammontana.
| Casa | Trasferta |

## Organigramma societario
Area direttiva
- Presidente: Fabrizio Corsi

Area tecnica
- Direttore sportivo: Giuseppe Vitale
- Allenatore: Silvio Baldini

## Rosa
| N. |                      | Ruolo | Calciatore              |
| -- | -------------------- | ----- | ----------------------- |
| 1  | Italia (bandiera)    | P     | Gianluca Berti          |
| 2  | Italia (bandiera)    | D     | Andrea Cupi             |
| 3  | Brasile (bandiera)   | D     | Emílson Sánchez Cribari |
| 4  | Italia (bandiera)    | D     | Gianluca Atzori         |
| 5  | Italia (bandiera)    | C     | Marco Barollo           |
| 6  | Italia (bandiera)    | P     | Giacomo Mazzi           |
| 7  | Italia (bandiera)    | D     | Manuel Belleri          |
| 8  | Italia (bandiera)    | D     | Francesco Pratali       |
| 9  | Italia (bandiera)    | A     | Antonio Di Natale       |
| 10 | Italia (bandiera)    | A     | Francesco Tavano        |
| 11 | Italia (bandiera)    | A     | Luca Saudati            |
| 12 | Francia (bandiera)   | P     | David Bret              |
| 13 | Australia (bandiera) | C     | Vincenzo Grella         |
| 15 | Italia (bandiera)    | D     | Alessandro Agostini     |
| 16 | Italia (bandiera)    | P     | Mario Cassano           |

| N. |                   | Ruolo | Calciatore              |
| -- | ----------------- | ----- | ----------------------- |
| 18 | Italia (bandiera) | C     | Francesco Lodi          |
| 19 | Italia (bandiera) | C     | Vincenzo Pellecchia     |
| 20 | Italia (bandiera) | C     | Flavio Giampieretti     |
| 21 | Italia (bandiera) | D     | Roberto Mirri           |
| 21 | Italia (bandiera) | A     | Marco Borriello         |
| 22 | Italia (bandiera) | A     | Tommaso Rocchi          |
| 23 | Italia (bandiera) | C     | Ighli Vannucchi         |
| 24 | Italia (bandiera) | C     | Antonio Buscè           |
| 25 | Italia (bandiera) | D     | Stefano Lucchini        |
| 26 | Italia (bandiera) | A     | Gaetano Grieco          |
| 27 | Italia (bandiera) | C     | Fabrizio Ficini         |
| 28 | Italia (bandiera) | C     | Nicola Padoin           |
| 77 | Italia (bandiera) | A     | Marco Carparelli        |
| 81 | Italia (bandiera) | A     | Massimiliano Cappellini |

## Calciomercato

### Sessione estiva
| Acquisti | Acquisti            | Acquisti    | Acquisti          |
| R.       | Nome                | da          | Modalità          |
| -------- | ------------------- | ----------- | ----------------- |
| P        | David Bret          | Montpellier | definitivo        |
| P        | Mario Cassano       | Fiorentina  | definitivo        |
| D        | Alessandro Agostini | Fiorentina  | definitivo        |
| D        | Stefano Lucchini    | Ternana     | compartecipazione |
| C        | Antonio Buscè       | Lumezzane   | definitivo        |
| C        | Ighli Vannucchi     | Venezia     | prestito          |
| A        | Amauri              | Parma       | compartecipazione |
| A        | Gaetano Grieco      | Parma       | prestito          |
| A        | Luca Saudati        | Atalanta    | prestito          |

| Cessioni | Cessioni            | Cessioni       | Cessioni   |
| R.       | Nome                | a              | Modalità   |
| -------- | ------------------- | -------------- | ---------- |
| D        | Riccardo Bonetto    | Ascoli         | definitivo |
| D        | Pietro Fusco        | Lucchese       | definitivo |
| C        | Mark Bresciano      | Parma          | definitivo |
| C        | Davide Moro         | Sangiovannese  | prestito   |
| C        | Ibrahim Abdul Razak | Saint-Étienne  | prestito   |
| C        | Filippo Zacchei     | Sambenedettese | definitivo |
| A        | Amauri              | Messina        | prestito   |
| A        | Massimo Maccarone   | Middlesbrough  | definitivo |

### Sessione invernale
| Acquisti | Acquisti         | Acquisti | Acquisti   |
| R.       | Nome             | da       | Modalità   |
| -------- | ---------------- | -------- | ---------- |
| C        | Nicola Padoin    | Prato    | prestito   |
| A        | Marco Borriello  | Milan    | prestito   |
| A        | Marco Carparelli | Genoa    | definitivo |

| Cessioni | Cessioni            | Cessioni  | Cessioni   |
| R.       | Nome                | a         | Modalità   |
| -------- | ------------------- | --------- | ---------- |
| P        | Giacomo Mazzi       | Viterbese | definitivo |
| D        | Alessandro Agostini | Siena     | prestito   |
| D        | Roberto Mirri       | Catania   | prestito   |

## Risultati

### Serie A

#### Girone di andata
| Arbitro: | Pellegrino (Barcellona Pozzo di Gotto) |

|                                          |           |                                            |
| Di Natale 16’ Vannucchi 61’ Tavano 90+2’ | Marcatori | 6’ Crespo 11’ Zanetti 51’ Recoba 85’ Adani |

| Arbitro: | Collina (Viareggio) |

|  |           |                           |
|  | Marcatori | 15’ Saudati 59’ Di Natale |

| Arbitro: | Racalbuto (Gallarate) |

|  |           |                          |
|  | Marcatori | 6’ (rig.), 73’ Del Piero |

| Arbitro: | Collina (Viareggio) |

|           |           |                                      |
| Rezaei 8’ | Marcatori | 20’ Saudati 42’ Di Natale 65’ Rocchi |

| Empoli 6 ottobre 2002, ore 15:00 CEST 5ª giornata | Empoli                   | 0 – 0 referto | Bologna | Stadio Carlo Castellani (6.559 spett.)\| Arbitro: \| Morganti (Ascoli Piceno) \| |
| Arbitro:                                          | Morganti (Ascoli Piceno) |               |         |                                                                                  |

| Arbitro: | Bolognino (Milano) |

|               |           |                                       |
| Di Natale 77’ | Marcatori | 31’ Emerson 34’ Candela 90+3’ Tommasi |

| Arbitro: | Nucini (Bergamo) |

|            |           |                          |
| Cardone 6’ | Marcatori | 30’ Rocchi 81’ Vannucchi |

| Arbitro: | Cassarà (Palermo) |

|              |           |                           |
| Atzori 45+1’ | Marcatori | 45’ Corradi 81’ Stanković |

| Arbitro: | De Santis (Tivoli) |

|  |           |                           |
|  | Marcatori | 82’ Buscè 90+2’ Di Natale |

| Arbitro: | Rosetti (Torino) |

|                                            |           |                               |
| Di Natale 3’, 39’, 90+2’ Rocchi 53’ (rig.) | Marcatori | 6’ (rig.) Nakamura 81’ Vargas |

| Arbitro: | Bolognino (Milano) |

|               |           |  |
| Marazzina 27’ | Marcatori |  |

| Arbitro: | De Santis (Tivoli) |

|            |           |                |
| Rocchi 42’ | Marcatori | 52’ Shevchenko |

| Arbitro: | Messina (Bergamo) |

|                                          |           |               |
| Pizarro 15’ (rig.) Iaquinta 90+1’ (rig.) | Marcatori | 24’ Vannucchi |

| Arbitro: | Rodomonti (Teramo) |

|            |           |  |
| Rocchi 84’ | Marcatori |  |

| Arbitro: | Bolognino (Milano) |

|                        |           |                       |
| Doni 13’ D. Zenoni 34’ | Marcatori | 85’ Grieco 89’ Tavano |

| Arbitro: | Paparesta (Bari) |

|              |           |                      |
| Rocchi 90+3’ | Marcatori | 90+1’ (aut.) Cribari |

| Arbitro: | Collina (Viareggio) |

|                        |           |  |
| Gilardino 13’ Mutu 82’ | Marcatori |  |

#### Girone di ritorno
| Arbitro: | Rodomonti (Teramo) |

|                        |           |  |
| C. Vieri 70’, 73’, 85’ | Marcatori |  |

| Empoli 2 febbraio 2003, ore 15:00 CET 19ª giornata | Empoli             | 0 – 0 referto | Como | Stadio Carlo Castellani (4.773 spett.)\| Arbitro: \| Ayroldi (Molfetta) \| |
| Arbitro:                                           | Ayroldi (Molfetta) |               |      |                                                                            |

| Arbitro: | Gabriele (Frosinone) |

|                     |           |  |
| Trezeguet 7’ (rig.) | Marcatori |  |

| Arbitro: | Ayroldi (Molfetta) |

|               |           |           |
| Carparelli 7’ | Marcatori | 5’ Vryzas |

| Arbitro: | Messina (Bergamo) |

|                            |           |  |
| C. Bellucci 14’ Vanoli 68’ | Marcatori |  |

| Arbitro: | Bolognino (Milano) |

|                             |           |               |
| Totti 31’ Montella 49’, 68’ | Marcatori | 11’ Di Natale |

| Arbitro: | Tombolini (Ancona) |

|                                     |           |            |
| Grella 56’ Tavano 68’ Borriello 81’ | Marcatori | 90’ Hubner |

| Arbitro: | Paparesta (Bari) |

|                                                   |           |          |
| C. López 8’ Corradi 41’ Simeone 71’ Castromán 85’ | Marcatori | 5’ Buscè |

| Empoli 23 marzo 2003, ore 15:00 CET 26ª giornata | Empoli             | 0 – 0 referto | Brescia | Stadio Carlo Castellani (8.704 spett.)\| Arbitro: \| Bolognino (Milano) \| |
| Arbitro:                                         | Bolognino (Milano) |               |         |                                                                            |

| Arbitro: | Paparesta (Bari) |

|                     |           |  |
| Nakamura 54’ (rig.) | Marcatori |  |

| Arbitro: | Bertini (Arezzo) |

|                        |           |               |
| Buscè 23’ Lucchini 61’ | Marcatori | 8’ Bjelanović |

| Arbitro: | Messina (Bergamo) |

|  |           |               |
|  | Marcatori | 12’ Di Natale |

| Arbitro: | De Santis (Tivoli) |

|               |           |           |
| Di Natale 86’ | Marcatori | 56’ Pinzi |

| Arbitro: | Racalbuto (Gallarate) |

|                |           |               |
| G. Colucci 39’ | Marcatori | 57’ Di Natale |

| Empoli 10 maggio 2003, ore 15:00 CEST 32ª giornata | Empoli               | 0 – 0 referto | Atalanta | Stadio Carlo Castellani (10.043 spett.)\| Arbitro: \| Trentalange (Torino) \| |
| Arbitro:                                           | Trentalange (Torino) |               |          |                                                                               |

| Arbitro: | Pellegrino (Barcellona Pozzo di Gotto) |

|            |           |               |
| Donati 85’ | Marcatori | 67’ Di Natale |

| Arbitro: | Rodomonti (Teramo) |

|  |           |                           |
|  | Marcatori | 16’ Mutu 86’ E. Filippini |

### Coppa Italia

#### Fase a gironi
| Arbitro: | De Marco (Chiavari) |

|                         |           |                      |
| Cimarelli 33’ Villa 73’ | Marcatori | 25’ (rig.) Di Natale |

| Arbitro: | Trefoloni (Siena) |

|                        |           |                  |
| Belleri 2’ Saudati 47’ | Marcatori | 45’ Danilevičius |

| Arbitro: | Rizzoli (Bologna) |

|                                             |           |  |
| Vannucchi 28’ Saudati 66’ (rig.) Rocchi 69’ | Marcatori |  |

#### Fase a eliminazione diretta
| Arbitro: | Saccani (Mantova) |

|                |           |                  |
| Cappellini 18’ | Marcatori | 90+2’ Vergassola |

| Arbitro: | Gabriele (Frosinone) |

|                |           |                        |
| Conticchio 47’ | Marcatori | 45’ Saudati 90’ Tavano |

| Arbitro: | Dondarini (Finale Emilia) |

|                                   |           |  |
| Pancaro 10’ S. Inzaghi 51’ (rig.) | Marcatori |  |

| Arbitro: | Castellani (Verona) |

|            |           |                        |
| Grieco 70’ | Marcatori | 45’ Chiesa 63’ Pancaro |

## Statistiche
Statistiche aggiornate al 24 maggio 2003

### Statistiche di squadra
| Competizione | Punti | In casa | In casa | In casa | In casa | In casa | In casa | In trasferta | In trasferta | In trasferta | In trasferta | In trasferta | In trasferta | Totale | Totale | Totale | Totale | Totale | Totale | DR  |
| Competizione | Punti | G       | V       | N       | P       | Gf      | Gs      | G            | V            | N            | P            | Gf           | Gs           | G      | V      | N      | P      | Gf     | Gs     | DR  |
| ------------ | ----- | ------- | ------- | ------- | ------- | ------- | ------- | ------------ | ------------ | ------------ | ------------ | ------------ | ------------ | ------ | ------ | ------ | ------ | ------ | ------ | --- |
| Serie A      | 38    | 17      | 4       | 8       | 5       | 19      | 21      | 17           | 5            | 3            | 9            | 17           | 25           | 34     | 9      | 11     | 14     | 36     | 46     | -10 |
| Coppa Italia |       | 4       | 2       | 1       | 1       | 7       | 4       | 3            | 1            | 0            | 2            | 3            | 5            | 7      | 3      | 1      | 3      | 12     | 11     | +1  |
| Totale       |       | 21      | 6       | 9       | 6       | 26      | 25      | 20           | 6            | 3            | 11           | 20           | 30           | 41     | 12     | 12     | 17     | 48     | 57     | -9  |

### Andamento in campionato
| Giornata  | 1  | 2 | 3  | 4 | 5  | 6  | 7  | 8  | 9  | 10 | 11 | 12 | 13 | 14 | 15 | 16 | 17 | 18 | 19 | 20 | 21 | 22 | 23 | 24 | 25 | 26 | 27 | 28 | 29 | 30 | 31 | 32 | 33 | 34 |
| --------- | -- | - | -- | - | -- | -- | -- | -- | -- | -- | -- | -- | -- | -- | -- | -- | -- | -- | -- | -- | -- | -- | -- | -- | -- | -- | -- | -- | -- | -- | -- | -- | -- | -- |
| Luogo     | C  | T | C  | T | C  | C  | T  | C  | T  | C  | T  | C  | T  | C  | T  | C  | T  | T  | C  | T  | C  | T  | T  | C  | T  | C  | T  | C  | T  | C  | T  | C  | T  | C  |
| Risultato | P  | V | P  | V | N  | P  | V  | P  | V  | V  | P  | N  | P  | V  | N  | N  | P  | P  | N  | P  | N  | P  | P  | V  | P  | N  | P  | V  | V  | N  | N  | N  | N  | P  |
| Posizione | 11 | 7 | 11 | 9 | 10 | 10 | 10 | 10 | 10 | 9  | 10 | 11 | 12 | 10 | 10 | 10 | 10 | 11 | 11 | 12 | 11 | 13 | 14 | 12 | 12 | 13 | 14 | 13 | 13 | 13 | 13 | 12 | 12 | 13 |

Legenda:

Luogo: C = Casa; T = Trasferta. Risultato: V = Vittoria; N = Pareggio; P = Sconfitta.

### Statistiche dei giocatori
Statistiche aggiornate al 24 maggio 2003
| Giocatore       | Serie A  | Serie A | Serie A     | Serie A    | Coppa Italia | Coppa Italia | Coppa Italia | Coppa Italia | Totale   | Totale | Totale      | Totale     |
| Giocatore       | Presenze | Reti    | Ammonizioni | Espulsioni | Presenze     | Reti         | Ammonizioni  | Espulsioni   | Presenze | Reti   | Ammonizioni | Espulsioni |
| --------------- | -------- | ------- | ----------- | ---------- | ------------ | ------------ | ------------ | ------------ | -------- | ------ | ----------- | ---------- |
| A. Agostini     | 2        | 0       | 0           | 0          | 4            | 0            | 0            | 0            | 6        | 0      | 0           | 0          |
| G. Atzori       | 12       | 1       | 4           | 0          | 4            | 0            | 0            | 0            | 16       | 1      | 4           | 0          |
| M. Barollo      | 0        | 0       | 0           | 0          | 0            | 0            | 0            | 0            | 0        | 0      | 0           | 0          |
| M. Belleri      | 33       | 0       | 4           | 0          | 7            | 1            | 0            | 0            | 40       | 1      | 4           | 0          |
| G. Berti        | 31       | -42     | 4           | 0          | 6            | -7           | 0            | 0            | 37       | -49    | 4           | 0          |
| M. Borriello    | 12       | 1       | 1           | 0          | 0            | 0            | 0            | 0            | 12       | 1      | 1           | 0          |
| D. Bret         | 0        | 0       | 0           | 0          | 0            | 0            | 0            | 0            | 0        | 0      | 0           | 0          |
| A. Buscè        | 31       | 3       | 3           | 0          | 6            | 0            | 1            | 0            | 37       | 3      | 4           | 0          |
| M. Cappellini   | 28       | 0       | 1           | 0          | 5            | 1            | 0            | 0            | 33       | 1      | 1           | 0          |
| M. Carparelli   | 6        | 1       | 0           | 0          | 0            | 0            | 0            | 0            | 6        | 1      | 0           | 0          |
| M. Cassano      | 3        | -4      | 0           | 0          | 2            | -2           | 0            | 0            | 5        | -6     | 0           | 0          |
| S. Cribari      | 30       | 0       | 4           | 0          | 6            | 0            | 0            | 0            | 36       | 0      | 4           | 0          |
| A. Cupi         | 29       | 0       | 1           | 0          | 3            | 0            | 0            | 0            | 32       | 0      | 1           | 0          |
| A. Di Natale    | 27       | 13      | 1           | 0          | 5            | 1            | 0            | 0            | 32       | 14     | 1           | 0          |
| F. Ficini       | 16       | 0       | 6           | 0          | 6            | 0            | 1            | 0            | 22       | 0      | 7           | 0          |
| F. Giampieretti | 31       | 0       | 9           | 0          | 4            | 1            | 0            | 0            | 35       | 1      | 9           | 0          |
| V. Grella       | 32       | 1       | 4           | 0          | 3            | 0            | 0            | 0            | 35       | 1      | 4           | 0          |
| G. Grieco       | 10       | 1       | 0           | 0          | 3            | 1            | 0            | 0            | 13       | 2      | 0           | 0          |
| F. Lodi         | 0        | 0       | 0           | 0          | 0            | 0            | 0            | 0            | 0        | 0      | 0           | 0          |
| S. Lucchini     | 21       | 1       | 6           | 0          | 4            | 0            | 0            | 0            | 25       | 1      | 6           | 0          |
| G. Mazzi        | 0        | 0       | 0           | 0          | 0            | 0            | 0            | 0            | 0        | 0      | 0           | 0          |
| R. Mirri        | 0        | 0       | 0           | 0          | 2            | 0            | 0            | 0            | 2        | 0      | 0           | 0          |
| N. Padoin       | 2        | 0       | 0           | 0          | 0            | 0            | 0            | 0            | 2        | 0      | 0           | 0          |
| V. Pellecchia   | 0        | 0       | 0           | 0          | 1            | 0            | 0            | 0            | 1        | 0      | 0           | 0          |
| F. Pratali      | 17       | 0       | 8           | 1          | 2            | 0            | 0            | 0            | 19       | 0      | 8           | 1          |
| T. Rocchi       | 34       | 6       | 1           | 0          | 7            | 1            | 0            | 0            | 41       | 7      | 1           | 0          |
| L. Saudati      | 7        | 2       | 1           | 0          | 5            | 3            | 0            | 0            | 12       | 5      | 1           | 0          |
| F. Tavano       | 24       | 3       | 2           | 0          | 6            | 1            | 0            | 0            | 30       | 4      | 2           | 0          |
| I. Vannucchi    | 29       | 3       | 6           | 0          | 6            | 1            | 0            | 0            | 35       | 4      | 6           | 0          |

- In corsivo i giocatori non facenti più parte della rosa.